# Paseo de Filipinos
El paseo de Filipinos es una vía urbana de la ciudad de Valladolid, España.

## Descripción
Aparece descrita en Las calles de Valladolid de Juan Agapito y Revilla de la siguiente manera:

Es uno de los tres grandes lados del magno Campo Grande, Campo de Marte o Campo de la Verdad, como dicen titularon algunas veces el gran terreno existente fuera de la puerta del Campo, una de las principales de la segunda muralla de la villa. Es, precisamente, el lado más opuesto a la población, sin embargo de lo cual adquirió importancia relevante ya en el siglo XVI por las edificaciones que allí se situaron.

En la parte más occidental estuvo el convento de Carmelitas calzados, de que se tratará más en extenso al referir el paseo de Zorrilla, y en la más oriental se fundó el convento de religiosas de Nuestra Señora de la Laura por la duquesa viuda de Alba Doña María de Toledo y Colona, la cual yace enterrada, así como su marido el Duque Don Fadrique Álvarez de Toledo, en la modesta iglesia que se construyó por los primeros años del siglo XVII. Es una casa religiosa humilde y pobre de la orden dominicana.
A la derecha se construyó San Juan de Letrán, hospital de viejos, con su interesante iglesia barroca, muy original en la fachada, edificio que fue ocupado por los mercedarios descalzos desde 1819 hasta la exclaustración. Ocuparon más tarde la iglesia, en 1894, los Misioneros del Inmaculado Corazón de María; en 1897 fue donada la iglesia a las religiosas de María Reparadora, las cuales construyeron al lado nuevo convento.
Más a la derecha hubo una rinconada en donde hubo una puerta que llamaron de la Pestilencia, y casi lindando con esta la casa del Chapitel, restos de las que fueron de la hacendada familia de los Tamayos, de la cual doy algunos datos en mi libro La obra de los maestros de la Escultura vallisoletana (t. I, pág. 228). Las «casas del Chapitel» fueron construidas en 1572, cuya fecha estaba grabada en un sillar hacia el camino llamado entonces «de la Pestilencia», por Don Pedro Tamayo y su mujer Doña Luisa de Valencia, fundando sobre ella uno de sus mayorazgos que sería de Don Juan de Tamayo, al que pasó la capilla mayor de la parroquia antigua de San Ildefonso, donde puso un retablo (hoy el mayor de la iglesia de la Victoria). Esas casas principales con su torrecilla, que se conoció vulgarmente por «chapitel del Campo», se fueron abandonando poco a poco, y según el diarista ensamblador Ventura Pérez, en 9 de octubre de 1729 se hundió el «chapitel», cogiendo a doce personas, tres de las cuales resultaron muertas y las otras mal heridas. A los pocos días, en 1733, se arruinó gran parte de la fábrica, y de la citada casa no quedaba en 1755 más que dos medias paredes, que miraban al norte y oriente, como, con otros detalles de la misma, expresa el P. Bernardino Hernando en la Historia del real colegio-seminario de Padres Agustinos Filipinos de Valladolid (parte I, pág. 83).
Luego seguía la huerta del Carmen calzado dicha. También en el siglo XVIII, en terrenos que comprendían desde San Juan de Letrán a la huerta del Carmen se construyó, con planos del famoso arquitecto Don Ventura Rodríguez, el colegio de Filipinos Agustinos.
Después de la exclaustración adquirió el Ayuntamiento, mediante subasta pública, la referida huerta, pues se dedicó el convento de carmelitas a Hospital militar, y aquella quedó dividida en dos grandes trozos por la prolongación de la carretera de Madrid, dedicándose el de la izquierda a vivero forestal al servicio de Obras Públicas del Estado, mediante cesión en usufructo condicionado para revertir al Ayuntamiento cuando este quisiera, vendiéndose al colegio de Filipinos en este mismo siglo. La parte de la derecha de la carretera se reservó el Ayuntamiento para su uso conveniente: allí, de niños, vimos hacer ejercicios a los soldados, se celebró una exposición agrícola, y como era un terreno amplio, se acordó por la municipalidad subdividirlo en solares para dedicarlos a la edificación de casas, vendiendo dos o tres de ellos, donde se instalaron las oficinas de los Tranvías de Valladolid, a cuya sociedad se concedió el resto del terreno que ocupan las cocheras, cuando en este mismo siglo se varió la tracción animal por la eléctrica.
Durante mucho tiempo se llamó a la vía pública así formada, frontera a los jardines del Campo Grande, primeramente, paseo de San Juan de Letrán, luego, por lo que se le ha conocido más corrientemente, paseo de Filipinos, por el edificio también indicado, y por acuerdo del Ayuntamiento de 28 de mayo de 1931 se le varió el título por el de paseo de Blasco Ibáñez, por lo que se le rendía recuerdo bien modesto al gran novelista valenciano, de sobra conocido; habiendo tenido antes de llamarse «de Filipinos», como ya le conocimos, «Campo de Marte», puesto en 2 de octubre de 1843, a lo que habían llamado «acera de Capuchinos» por haber estado emplazado el convento de religiosos Capuchinos por la hoy plaza de Colón.

Por acuerdo de 28 de abril de 1937 de la Comisión gestora municipal, se repuso el rótulo de «paseo de Filipinos», como se le siguió llamando por el pueblo, y era más conocido.